# کارولا نیتچکه
کارولا نیتچکه (آلمانی: Carola Nitschke؛ زادهٔ ۱ مارس ۱۹۶۲) شناگر اهل آلمان است.